# 山田真巳
山田 真巳（やまだ まさみ、1938年2月22日 - ）は、日本の日本画家。東京都出身。本名同じ。
1950年に東京教育大学附属小学校（現・筑波大学附属小学校）、1956年に東京教育大学附属中学校・高等学校（現・筑波大学附属中学校・高等学校）、東京芸術大学美術学部日本画科卒業。東京芸術大学日本画科大学院修士課程修了。

## 経歴
東京芸術大学美術学部日本画科修学中に日本美術院展に入選する。
1975年、友人に誘われて極楽鳥をスケッチするためにパプア・ニューギニアを訪問。その後、日本画家として活動を続けながら世界各国を歴訪し、その国々においての作品を残している。現在も定期的に個展を開き活動を続けており、最近の活動では2006年2月に東京アメリカンクラブ、2014年9月には在日インド大使館にて個展を開催しており、後者には来日中のナレンドラ・モディ第十八代インド首相が訪れた。2016年10月にはインド文化交流評議会（I.C.C.R.）主催の国際会議にて「インドの画題と画材を用いた日本画の技術（The Technique of "Japanese Style Painting" with Indian Subjects and Pigments）」のテーマで特別講演（英語）をした。
妻は作家の山田真美。

## 作品
ひとつのテーマを取り複数の作品を残している。
- テーマ 梟・・・『朝を待つ』など
- テーマ パプア・ニューギニア・・・『祭りの男』など
- テーマ オーストラリア・・・『カントリー・ホテル』など
- テーマ インド・・・『蓮』など。
- テーマ ヒマラヤ・・・『ラダック風景』など

## 主なコレクション
- 『極楽鳥屏風』（パプアニューギニア国会議事堂・蔵）
- 『エアーズロック屏風』（駐オーストラリア日本大使館・蔵）
- 『カタカリ屏風』（駐インド日本大使館・蔵）
- 『マチャプチャレ山』『シヴァとパールヴァティ』（駐ネパール日本大使館・蔵）
- 『飛ぶ鳥』（オーストラリアNSW州立美術館・蔵）

## 役職
- ヒューストン・インターナショナルフェスティバル委員会美術顧問（1991年～）
- 日印芸術研究所（インド政府認可法人）を設立（1996年）、代表
- ナムギャル旧王家ラダック芸術文化研究所ディレクター（1996年～）
- 日本ブータン芸術委員会を設立（2003年）、代表理事